# Tertiaire (géologie)
Pour les articles homonymes, voir Tertiaire.
Le Tertiaire ou l'ère tertiaire est l'ancien nom d'une ère géologique s'étendant de −66 Ma à −2,58 Ma, soit équivalente au Paléogène et au Néogène actuels.
La « Commission internationale de stratigraphie » a regroupé au sein du Cénozoïque l'intervalle de temps géologique qui correspondait auparavant aux anciennes ères Tertiaire et Quaternaire, s'étendant depuis −66 Ma jusqu'à nos jours.

## Définition temporelle
La limite de −2,58 millions d'années donnée pour la fin de l'ancienne ère tertiaire tenait compte de la ratification de la définition de la base du Quaternaire Système/Période (et du sommet du Néogène Système/Période) et de la redéfinition de la base du Pléistocène Époque/Série (et du sommet du Pliocène Époque/Série),,,,.

## Périodes
Cette ère géologique comprenait les périodes « Paléogène » et « Néogène ».

## Histoire du mot «Tertiaire» dans son sens géologique
Ce terme est utilisé pour la première fois dans les années 1730 par Giovanni Arduino (en) qui classifie les temps géologiques en Primaire, Secondaire et Tertiaire, à partir d'observations faites en Italie du Nord. Une quatrième période, le Quaternaire, est ajoutée en 1829.
En 1828, Charles Lyell reprend le terme pour l'utiliser dans sa propre classification beaucoup plus détaillée. Il subdivise le Tertiaire en fonction du pourcentage de mollusques ressemblant à des espèces modernes découverts dans les strates géologiques.
Ces divisions, adéquates localement sur les terrains étudiés par Lyell (Alpes et certaines parties de l'Italie), se révèlent inapplicables quand elles sont étendues au reste du monde. La classification par les mollusques est donc progressivement abandonnée et le nom et la définition des époques géologiques ont été changés et/ou redéfinis.

## Événements géologiques
- L'activité tectonique s'est poursuivie alors que le Gondwana a finalement formé une unité séparée et que l'Inde entrait en collision avec la plaque eurasienne.
- L'Amérique du Sud a été connectée à l'Amérique du Nord vers la fin du Tertiaire, et d'importants changements climatiques surviennent du milieu à la fin du Tertiaire.
- L'Antarctique qui était déjà séparé dérive vers sa position actuelle (au pôle Sud) à cette époque. L'activité volcanique est généralisée

## Climats
Avec la dérive des continents, la tendance est à un lent refroidissement des climats des terres émergées qui commence au Paléocène où les températures étaient initialement tropicales à travers le monde. Le climat devient peu à peu plus modéré et cette période se conclut par la première glaciation étendue qui marquera le début du Quaternaire.